# Peter Wilhelm von Buxhoeveden

Wappen derer von Buxhoeveden

Peter Wilhelm von Buxhoeveden (* 11. März 1787 in Magnusdahl auf Muhu; † 14. Juni 1841 in Kuiwast), Herr auf Kuiwast und Ropaka auf Ösel, war ein deutsch-baltischer Adelsmann. Er war Landespolitiker auf der estländischen Insel Ösel und in dieser Tätigkeit Landrat und Landmarschall von Ösel.

## Herkunft und Familie
Peter Wilhelm von Buxhoeveden stammte aus der alt eingesessenen deutsch-baltischen Adelsfamilie der von Buxhoeveden, die bereits seit Beginn des 14. Jahrhunderts in Livland angesiedelt war. Sein Vater war der kursächsische Legationsrat und öselscher Landrat Matthias Christoph von Buxhoeveden (1554–1814), der mit Wilhelmine von Ekesparre (1757–1813) verheiratet war. Der jüngere Bruder seines Vaters war der General Friedrich Wilhelm Graf Buxhoevede (1750–1811). Peter Wilhelm heiratete 1807 Juliane Louise Amalie von Rummel (1792–1847), mit der er fünf Töchter und vier Söhne hatte, wovon 2 Söhne im frühen Alter starben:
- Wilhelmine Juliane Amalie (1808–1893), verheiratet mit Otto Reinhold von Buhrmeister († 1858)
- Friedericke Natalia (1810–1898), verheiratet mit Hugo Baron von Toll († 1855)
- Charlotte Christine (1811–1891), verheiratet mit Reinhold Gustav Magnus von Ekesparre († 1876)
- Alexander Otto (1814–1894), Herr auf Murratz, verheiratet mit Elisabeth Ottilie von Vietinghoff-Scheel (1825–1907)
- Ida Ottilie (1816–1884)
- Arthur Adolf (1821–1874), öselscher Landrat und Präses des öselschen Konsistoriums, verheiratet mit Ida von Hoyningen-Huene (1827–1907)
- Caecilie Janette (1825–1904)

Er war von 1823 bis 1838 Gutsbesitzer von Ropaka und seit 1832 Gutsbesitzer des Gutshofs Kuiwast.

## Werdegang

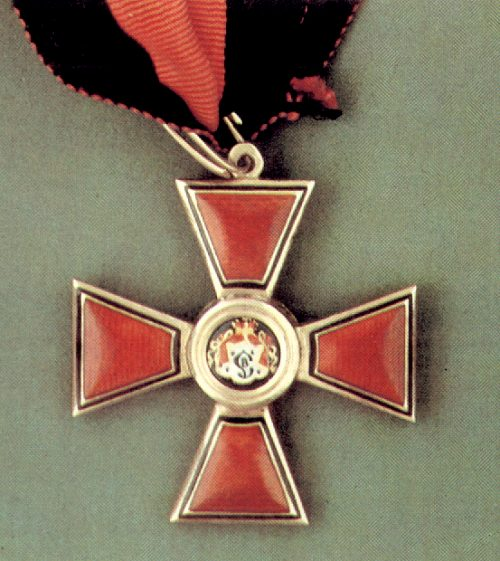
Sankt-Wladimir-Orden (3. Klasse)

Peter Wilhelm v. B. besuchte die Kronschule in Arensburg und studierte von 1804 bis 1808 auf der Kaiserlichen Universität Dorpat die Rechtswissenschaften. Ab 1813 war er Mitglied im öselschen Ritterschaftskonvent und wurde 1818 zum Landmarschall von Ösel gewählt. Dieses Amt bekleidete er bis zu seinem Tode im Jahre 1841 und wurde in dieser Zeit mit dem russischen Orden des Heiligen Wladimir in der 3. Klasse dekoriert. 1818 war er Mitglied der Kommission zur Ausarbeitung der Bauernverordnung in Riga und der in der Gleichstellungs-Kommission. Zu seinen landespolitischen Erfolgen zählte die Aufhebung der Leibeigenschaft in Ösel, er erreichte, dass die öselschen Grundbesitzer in die „Livländischen Adeligen Güter Kredit-Sozietät“ aufgenommen wurden. Er leitete die Umgestaltung der Bauernbank und des damit verbundenen Meliorationsfonds. In seiner Amtszeit wurde beim öselschen Landratskollegium ein Hofgericht etabliert, welches als letzte Appellationsinstanz für Bauernklagen galt. Unter seiner Federführung wurden im Landhospital Arensburg eine psychiatrische Abteilung und eine Abteilung für Augenheilkunde eingerichtet. Als weiterführende Schulen richtete er 1840 für die Adligen eine „Höhere Adligen Kreisschule“ und eine „Töchterschule“ ein. 1833 war er Mitstifter und 1834–41 Mitdirektor der Gesellschaft für Geschichte und Alterthumskunde der Ostseeprovinzen Russlands in Riga.